# Пабна (зіла)
Пабна (бенг. পাবনা জেলা) — район у центральній частині Бангладеш. Це економічно важливий район. Його адміністративна столиця — однойменне місто Пабна.

## Історія
Археолог Каннінгем припустив, що назва «Пабна» може походити від цивілізації Пундра або Пундробордхон, столицею якої був Махастхангарх, найдавніше місто Бангладеш, у сусідній Богрі, але ця гіпотеза не отримала загального визнання серед вчених.
У 1859–1861 роках округ був одним із головних районів, залучених до повстання Індиго. Починаючи з періоду Юсуфшахі в 1873 році, кріпаки чинили опір надмірним вимогам підвищеної ренти з боку феодалів (заміндарів), їх очолювали нувориші Банерджі та Двідендранат Тагор, сформувавши Аграрну лігу. Цей здебільшого мирний рух знайшов підтримку лейтенант-губернатора Бенгалії Джорджа Кемпбелла, який виступив проти феодалів, які не були присутні. Ці протести зазвичай називають заворушеннями Пабни. У наступному році район був одним із найбільш постраждалих від голоду . Закон про оренду 1885 року нарешті частково задовольнив вимоги селян.
У 1875 році Раайгондж був переведений назад до Пабни з Богри, а в 1879 році було створено окремий суд для округів Пабна та Богра.

## Географія
Пабна утворює південно-східний кордон дивізіону Раджшахі. Район Сіраджгандж знаходиться на північному сході, а річка Падма, головний потік священної річки Ганг, на півдні відокремлює його від районів Раджбарі та Куштія. Річка Джамуна протікає вздовж його східного кордону, відокремлюючи його від району Манікгондж; а на північному заході межує з районом Наторе. Його середня максимальна температура становить 36,8 °C, а мінімальна – 9,6 °C; Річна кількість опадів 1872 мм. Характерно, що ґрунти району поділені на чотири частини через заплави Гангу, Каратоя, Джамуна та Барінд. Основні річки — Ганг, Ічаматі, Гумані, Барал і Хурасагар. Річки Падма і Джамуна зустрічаються на південно-східному кінці Пабна Амінпур Тана.

### Річки
Район пересікають річки різної величини. Річкова система, однак, складається з Падми та Джамуни з їхніми відгалуженнями та притоками, що переплітаються. Окрім цих поточних потоків, у внутрішній частині є покинуті русла старих річок, більшість із яких пересихають, за винятком дощів.
Загальна тенденція стоку підрозділу Сераджгандж — з північного заходу на південний схід, причому річки, що впадають у нього з північного заходу, впадають у Джамуну після звивистого русла. У підрозділі Садар, однак, загальний схил країни йде із заходу на схід, і головні річки впадають у Хурасагар, відгалуження Джамуни.
Через район Пабна протікають такі річки:
1. Річка Падма
2. Річка Ічхаматі
3. Річка Барал
4. Річка Атрай
5. Річка Чікнай
6. Річка Джамуна
7. Річка Казіпур
8. Річка Каратоя
9. Річка Хурасгар
10. Річка Гумані
11. Річка Ротнай
12. Річка Бадай
13. Річка Кагешарі
14. Річка Сутіхалі
15. Річка Комла
16. Річка Чондработі
17. Річка Бурнай

### Клімат
| Клімат Пабна                 | Клімат Пабна | Клімат Пабна | Клімат Пабна | Клімат Пабна | Клімат Пабна | Клімат Пабна | Клімат Пабна | Клімат Пабна | Клімат Пабна | Клімат Пабна | Клімат Пабна | Клімат Пабна | Клімат Пабна |
| Показник                     | Січ.         | Лют.         | Бер.         | Квіт.        | Трав.        | Черв.        | Лип.         | Серп.        | Вер.         | Жовт.        | Лист.        | Груд.        |              |
| Середній максимум, °C        | 23,3         | 27,5         | 33,6         | 36,8         | 35,2         | 32,8         | 31,7         | 31,8         | 32,2         | 31,6         | 29,1         | 25,9         |              |
| Середня температура, °C      | 16,4         | 20,2         | 26,0         | 29,7         | 29,9         | 29,1         | 28,8         | 29,1         | 29,2         | 27,6         | 23,3         | 19,1         |              |
| Середній мінімум, °C         | 9,6          | 12,9         | 18,5         | 22,8         | 24,6         | 25,6         | 25,9         | 26,4         | 26,2         | 23,6         | 17,5         | 12,4         |              |
| Норма опадів, мм             | 19           | 18           | 34           | 56           | 159          | 300          | 260          | 294          | 242          | 201          | 17           | 3            |              |
| Вологість повітря, %         | 45           | 36           | 39           | 44           | 59           | 73           | 74           | 76           | 72           | 68           | 52           | 49           |              |
| ---------------------------- | ------------ | ------------ | ------------ | ------------ | ------------ | ------------ | ------------ | ------------ | ------------ | ------------ | ------------ | ------------ | ------------ |
| Джерело: National newspapers |              |              |              |              |              |              |              |              |              |              |              |              |              |

## Демографія
За даними перепису населення Бангладеш 2011 року, населення району Пабна становило 2 523 179 осіб, з яких 1 262 934 чоловіки та 1 260 245 жінки. Сільське населення становило 2 135 504 чол. (84,64 %), а міське — 387 675 чол. (15,36 %). Район Пабна мав рівень грамотності 46,72% для населення 7 років і старше: 47,83% для чоловіків і 45,61% для жінок.

## Пам'ятки

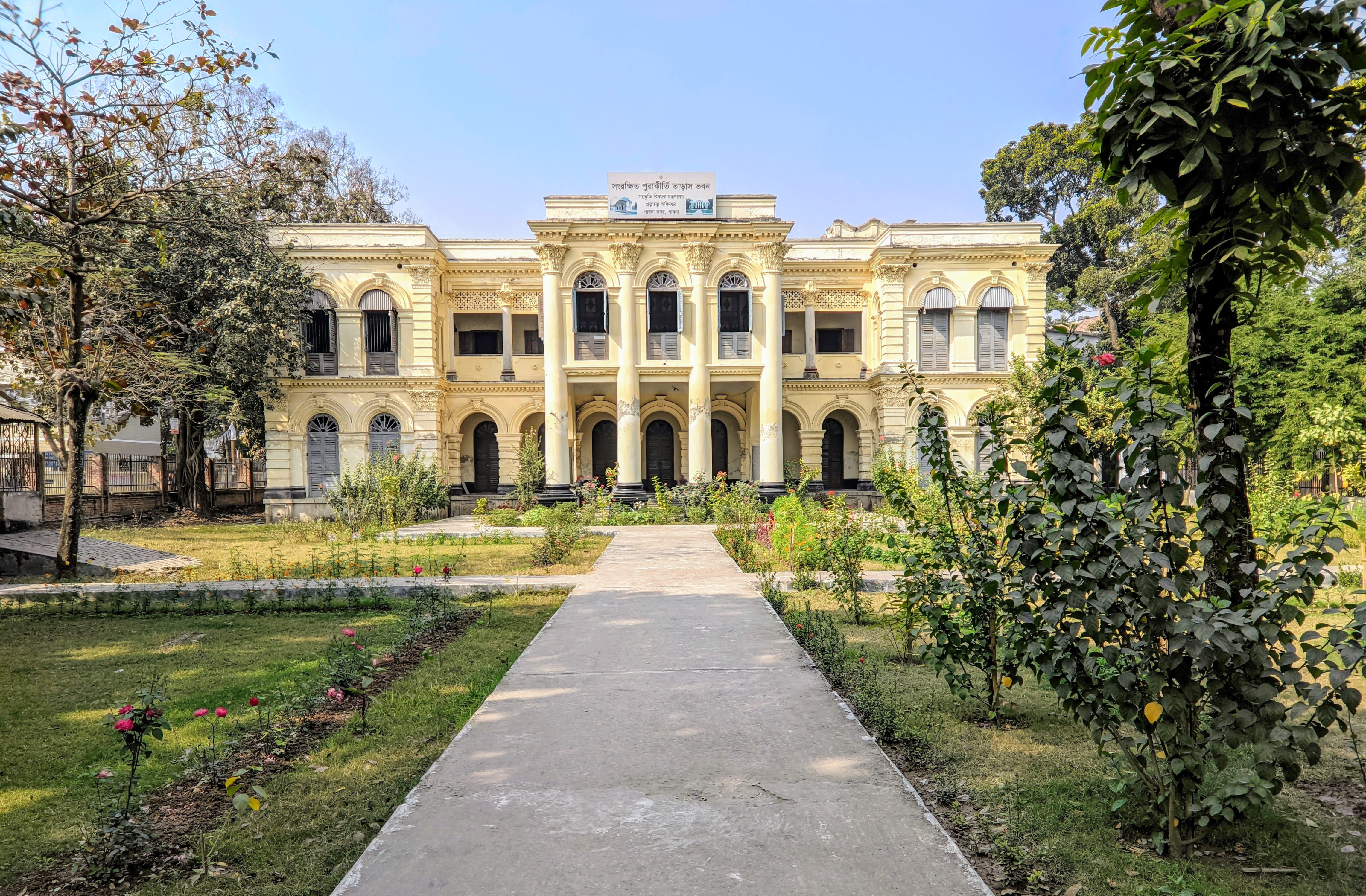
Палац Тараш

Пакшей — популярна зелена зона та невелике містечко. Залізнична колонія Паксей, штаб-квартира Бангладешської залізниці, має багато старих дерев і розташована біля річки Падма та мосту Хардінг. Тут розташована зона експортної обробки (EPZ) і нещодавно побудований міст Лалон Шах.